# Хорхе Гилен
Хорхе Гилен (на испански: Jorge Guillen) е испански поет, преводач и литературен критик, член на групата писатели Поколение '27.

## Биография и творчество
Хорхе Гилен Алварес е роден на 18 януари 1893 г. във Валядолид, Испания, в семейство на издател на вестници. В периода 1909 – 1911 г. живее и учи в Швейцария. Следва в университета на Мадрид, където живее в „Студентската резиденция“ и после в университета на Гранада, където получава диплома по философия през 1913 г.
В периода 1917 – 1923 г. преподава испански език в Колежа на Сорбоната на Парижкия университет, където заменя приятеля си, поета Педро Салинас. В Париж през 1921 г. се жени за еврейката Жермен Каен, с която има две деца – син Клаудио (литературен критик и експерт по сравнителна литература) и дъщеря Тереза. През 1924 г. защитава докторска степен в Мадридския университет с дисертация върху поемата на Луис де Гонгора „Полифемо“.
В периода 1925 – 1929 г. ръководи катедрата по испанска литература в университета на Мурсия, където с Хуан Гереро Руис и Хосе Балестер Николас основава и редактира литературно списание „Стихове и проза“ (Verso y Prosa). В този период се запознава с Рафаел Алберти и Федерико Гарсия Лорка. Тогава са публикувани и първите му стихове в списанията „Испания“ и „Перото“, а също и литературна критика в пресата. През 1928 г. е издадена първата му стихосбирка „Химни“ (Cántico, в превод „Песен за възхвала“), която е разширена до 334 стихотворения във версията през 1950 г. Те са считани за върховно постижение на неговото литературно поколение.Прави преводи на Пол Валери и Жюл Сюпервиел.
В периода 1929 – 1931 г. е асистент и преподава испански език в Оксфордския университет, където се сприятелява с Т. С. Елиът. През 1932 г. е назначен за преподавател в Севилския университет. При избухването на Гражданската война в Испания през юли 1936 г. се връща във Валядолид и за кратко е затворен в Памплона по политически причини. След освобождаването си се връща в университета, но в края на 1937 г. е отстранен от работа от републиканската власт. През 1938 г. заедно със семейството си отива в изгнание в САЩ. Там преподава в Мидълбъри Колидж в Мидълбъри, в Университет „Макгил“, а в периода 1941 – 1957 г. преподава в колежа Уелсли, където се пенсионира, и после се премества в Италия. Първата му съпруга умира през 1947 г. През 1958 г. във Флоренция се жени за Ирен Мочи-Сисмонди. В следващите години изнася лекции в Харвардския университет, Принстънския университет и в Пуерто Рико, r за известно време е преподавател по испански език в университета в Питсбърг. Отказва се от преподаването след увреждане на бедрото при падане през 1970 г. След смъртта на Франсиско Франко, през 1976 г. той се премества в Малага.
През 1964 г. получава наградата на Флоренция „Сан Лука“, получава награда за заслуги от Американската академия за изкуства и литература, през 1976 г. е удостоен наградата „Мигел де Сервантес“, най-престижната награда за испаноезични писатели, през 1977 г. е удостоен с международната награда „Алфонсо Рейес“, а през 1983 г. е обявен за любим син на Андалусия. В творчеството си защитава принципите на неокласическата „чиста поезия“ в духа на Пол Валери и Хуан Рамон Хименес. Като един от най-преките ученици на Хуан Рамон Хименес, разработва много лична поетика, която има за цел да елиминира анекдотичното, да обоснове прилагателните, да предпочете кратки стихове, да намали броя на глаголите, да концентрира поетични теми, да даде приоритет на прецизността на езика над лиризма, и да наблегне на музикалните свойства на езика. Теми на творчеството му са носталгията по миналото, ходът на времето и размишления за старостта.
Хорхе Гилен умира от пневмония на 6 февруари 1984 г. в Малага. Погребан е в английското гробище в Малага.

## Произведения

### Поезия
- Cántico (1928) – 75 стихотворения[1][3]
- Cántico (1936) – 125 стихотворения
- Cántico (1945) – 270 стихотворения
- Cántico (1950) – 334 стихотворения
- Huerto de Melibea (1954)
- Del amanecer y el despertar (1956)
- Clamor. Maremagnun (1957)[2][3]
- Lugar de Lázaro (1957)
- Clamor... Que van a dar en la mar (1960)
- Historia natural (1960)
- Las tentaciones de Antonio (1962)
- Según las horas (1962)
- Clamor. A la altura de las circunstancias (1963)
- Homenaje. Reunión de vidas (1967)
- Aire nuestro: cántico, clamor, homenaje (1968) – сборник[6]
- Guirnalda civil (1970)
- Al margen (1972)
- Y otros poemas (1973)
- Convivencia (1975)
- Historia muy natural (1980)
- El poeta ante su obra (1980)
- Final (1981)
- La expresión (1981)

на български език
- Въздух наш, изд. „Изблик“ (2007), прев. Ботьо Буков[7]
- Нарастват вече дните. – Дванадесет часът, сп. „Литературен глас“ май-юни (2007), прев. Ботьо Буков

### Критика
- Lenguaje y poesía (1962)[1]
- El argumento de la obra (1969)
- En torno a Gabriel Miró: breve epistolario (1973)
- „Prólogo“ a Obras de Federico García Lorca (1898 – 1936).

### Преводи
- Le Cimetière marin от Пол Валери (1930)[1]
- A los mártires españoles от Пол Клодел (1037)